# Denebola
Denebola — вимерлий рід китоподібних, що належить до родини Monodontidae. Містить один відомий вид Denebola brachycephala. Це найдавніший відомий предок білуги, Delphinapterus leucas, і датується періодом верхнього міоцену. На півострові Нижня Каліфорнія знайшли скам'янілість, яка вказує на те, що родина колись існувала в теплих водах.